# Dunkelvioletter Schleierling
Der Dunkelviolette Schleierling (Cortinarius violaceus) ist eine Pilzart aus der Familie der Schleierlingsverwandten (Cortinariaceae). Andere Namen für diesen Pilz sind Violetter Schleierling, Mitternachtspilz oder Dunkelvioletter Dickfuß. Diese „sehr schöne, edle Art“ wurde 1857 vom schwedischen Mykologen Elias Magnus Fries als Typusart der von ihm erstellten Gattung Cortinarius gewählt.

## Merkmale

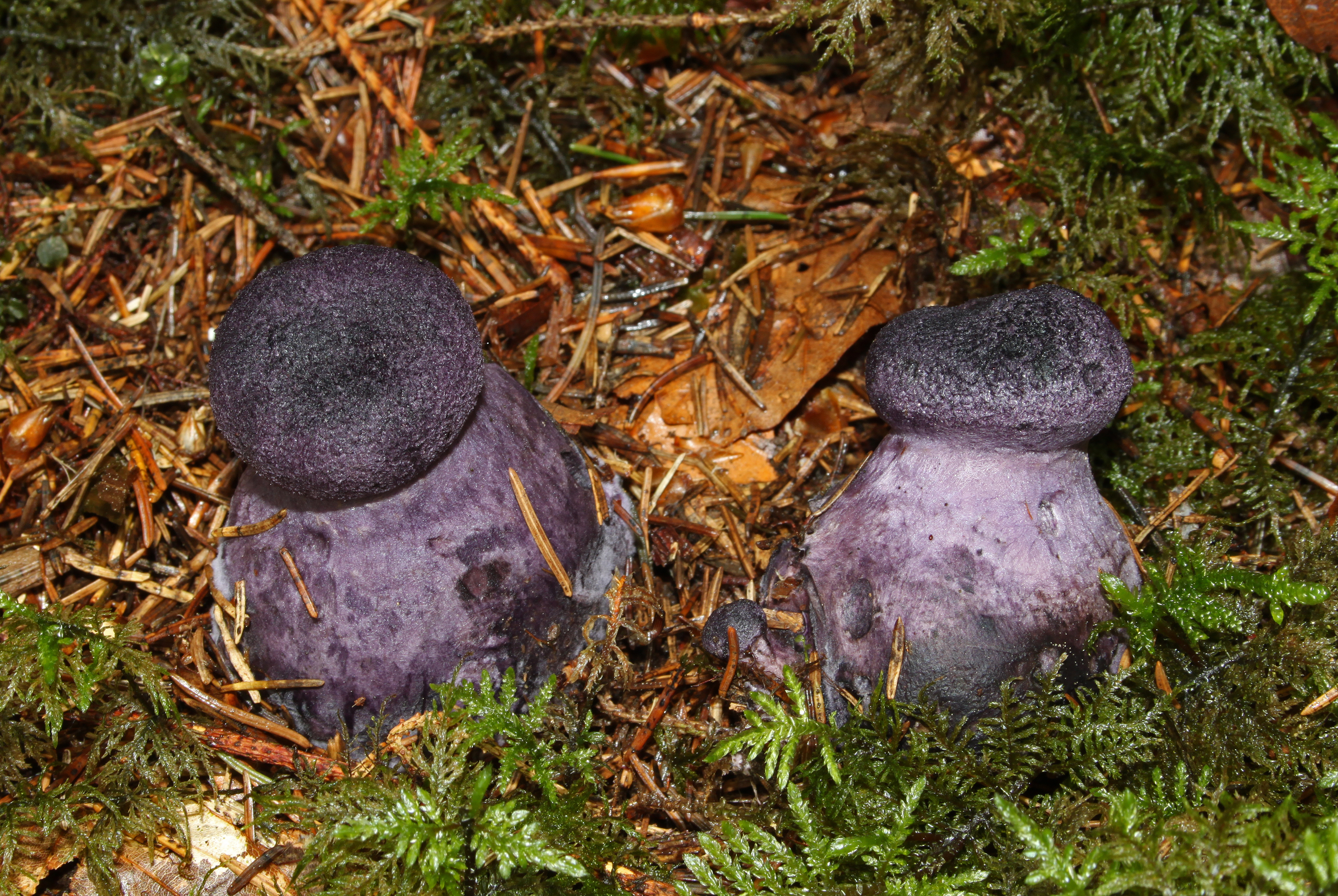
Junge Exemplare des Dunkelvioletten Schleierlings

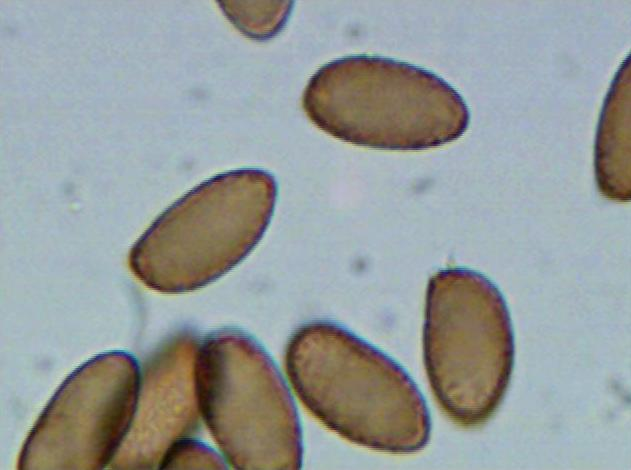
Sporen des Dunkelvioletten Schleierlings unter dem Lichtmikroskop

Die prächtige Farbe und der Zedernholzduft machen den Dunkelvioletten Schleierling zu einem auffälligen Pilz. Die tief blauviolett gefärbten Fruchtkörper haben oft einen „keulig angeschwollenen“ Stiel. Altern die Fruchtkörper, so verfärben sie sich dunkelbraun bis schwarzbraun. Oft sind sie mit rostbraunem Sporenpulver bedeckt. Der halbkugelige, im Alter mehr ausgebreitete Hut hat einen Durchmesser bis zu 14 cm. Während auch die Lamellen intensiv blauviolett sind, hat das Pilzfleisch nur eine schwach grauviolette Färbung. Einwirkung von Kalilauge führt zu einer blutroten Farbreaktion.

## Verbreitung
C. violaceus kommt weltweit vor. Beschrieben sind Funde aus Japan, Mitteleuropa, Australien (auch Neuguinea und Neuseeland) sowie aus Nordamerika.

## Bedeutung

### Chemische Inhaltsstoffe
Der Violette Schleierling fällt durch seine dunkel blauviolette Farbe auf. Seit den 60er Jahren gibt es Bemühungen, den Blaufarbstoff von C. violaceus zu isolieren, was in Anbetracht der großen Empfindlichkeit und der Polarität dieser Verbindung lange nicht gelang. Tief violette Wasserextrakte verfärben sich innerhalb von Minuten schmutzig braun. Wie sich erst kürzlich herausstellte hat C. violaceus einen höheren Eisengehalt als alle anderen bekannten Pilzarten (7,4 mg/g Trockengewicht). Neuere Untersuchungen zeigen, dass Eisen(II)ionen einen tief rotviolett gefärbten Komplex mit der ungewöhnlichen β-Aminosäure β-Dopa formen. Diese pilzliche „Eisentinte“ wird als Cortiferrin bezeichnet.

### Speisewert
Der Dunkelviolette Schleierling gilt als essbar, zumindest als nicht giftig. Er ist kein guter Speisepilz.

## Systematik
Der weltweit vorkommende Pilz C. violaceus ist ein „isolierter“ Außenseiter, dessen Merkmale wenig mit anderen Arten der größten Blätterpilzgattung Cortinarius korrelieren. Die Differenzierung zwischen einer Laubwaldsippe C. violaceus und einer Nadelwaldsippe Cortinarius hercynicus (Pers.) Mos. ist nach wie vor Gegenstand der Diskussion. Letztere stellte sich aber phylogenetisch als nicht eigenständig heraus.

## Biochemie
Im Laborexperiment hat der Extrakt des Dunkelvioletten Schleierlings einen hemmenden Effekt gegen Cysteinproteasen gezeigt.